# Joanikije Nešković
Joanikije Nešković (en serbe cyrillique : Јоаникије Нешковић ; né le 14 janvier 1804 à Opaljenik et mort le 20 février 1873 au monastère de Žiča près de Kraljevo), également connu sous le nom d'évêque Janićije ou d'évêque Janja, est un évêque de l'Église orthodoxe serbe du temps de la métropole de Belgrade. Il a été évêque de l'éparchie de Šabac-Valjevo de 1849 à 1854 et évêque de l'éparchie d'Užice (l'actuelle éparchie de Žiča) de 1854 à 1873. Il a par ailleurs été membre de la Société de lettres serbe (en serbe : Društvo srpske slovesnosti), fondée en 1841, puis de la Société savante serbe (Srpsko učeno društvo), ancêtres de l'Académie serbe des sciences et des arts.

## Biographie

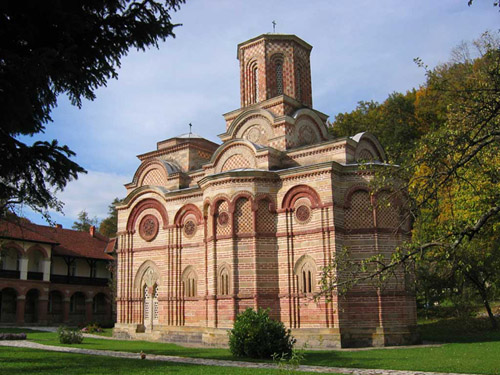
Le monastère de Kalenić, où Joanikije a étudié et séjourné et dont il a été l'higoumène puis l'archimandrite.

Joanikije Nešković, de son nom de baptême Ivan Nešković, est né le 14 janvier 1804 dans le hameau de Milandža, sur le territoire de l'actuel village d'Opaljenik, ; son père s'appelait Neško Nedović et le prénom de sa mère était Anđelija. Son père était un lettré, qui a servi pendant 19 ans de secrétaire au prince Kosta Rašković et à Še-aga Aca Muratović (jusqu'en 1804), puis à Karađorđe (Karageorge), au prince Maksim Starovlah et à d'autres. Joanikije a appris à lire avec son père et a fait ses études école dans les écoles élémentaires de Zablaće, puis de Kalenić, où, de 1825 à 1831, il a enseigné aux « élèves pauvres du monastère ».
Le 26 juillet 1826, le métropolite grec de Belgrade, Kiril (Cyrille), l'a ordonné diacre à Kragujevac. Entre 1831 et 1833, il a servi comme diacre avec le métropolite de Belgrade, Melentije Pavlović, et à la mort de Melentije, il est retourné à Kalenić. Le 24 septembre de la même année, l'évêque d'Užice, Nikifor Maksimović, l'a nommé hiéromoine à Kragujevac et le prince Miloš Obrenović l'a envoyé à Istanbul avec le métropolite de Belgrade nouvellement élu, Petar Jovanović, pour qu'il assiste à son intronisation. À son retour d'Istanbul, Joanikije est resté avec le métropolite en tant que hiéromoine de la cour jusqu'au 16 février 1836, date à laquelle il est revenu à Kalenić ; au monastère, il a œuvré comme moine tout en s'occupant de la paroisse.
Au printemps 1839, en tant que lettré, il a été envoyé comme superviseur de la rénovation du monastère de Studenica et, la même année, il a été nommé membre du Consistoire d'Appel (en serbe : Apelatorijska konzistorija), une sorte de tribunal ecclésiastique, et il a été intendant adjoint à Kalenić pendant deux ans. En 1842, le métropolite l'a nommé membre du Consistoire de Belgrade et, à la demande de l'évêque de Šabac, membre du Consistoire de Šabac et superviseur de la construction de la résidence épiscopale de Šabac, qui, après la Seconde Guerre mondiale, a été confisqué à l'Église. Puis, en 1844, il est retourné à Kalenić et en est devenu l'intendant général ainsi qu'un membre du Consistoire d'Appel. L'année suivante, le 25 août, le métropolite l'a nommé higoumène (abbé) de Kalenić et, le 6 mai 1847, il l'a fait archimandrite.

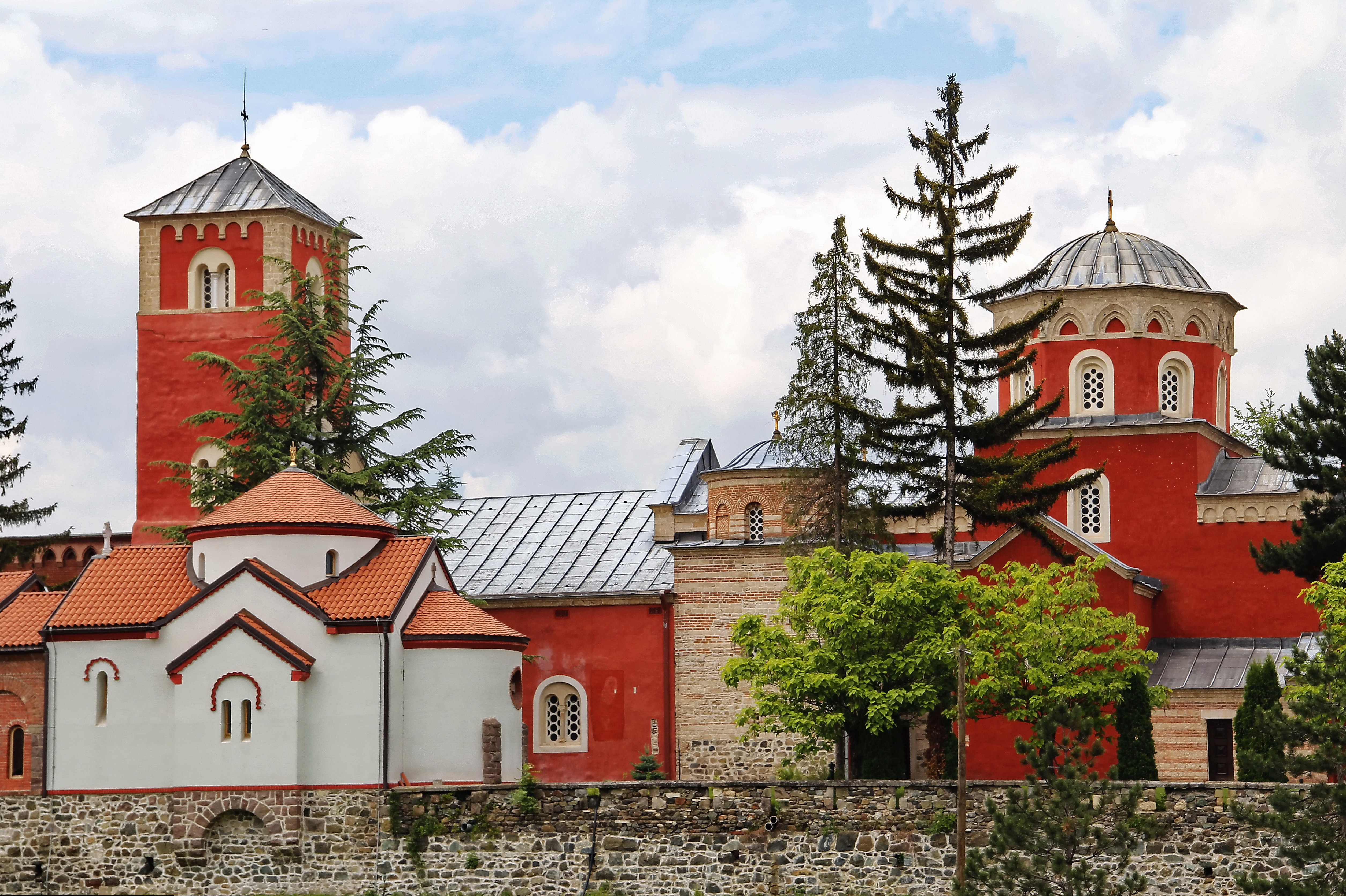
Le monastère de Žiča, restauré grâce à Joanikije ; l'évêque est inhumé dans le monastère.

Le 19 octobre 1849, il a été élu évêque de Sabac et consacré le 23 octobre à la cathédrale de Belgrade. La consécration a été réalisée par le métropolite de Belgrade Petar Jovanović, l'évêque d'Užice Nikifor Maksimović et l'évêque du Timok Dositej Novaković. Il est resté dans cette éparchie (diocèse) jusqu'en 1854, date à laquelle, en raison de la mort de l'évêque Nikifor, il a été élu évêque de l'éparchie d'Užice.

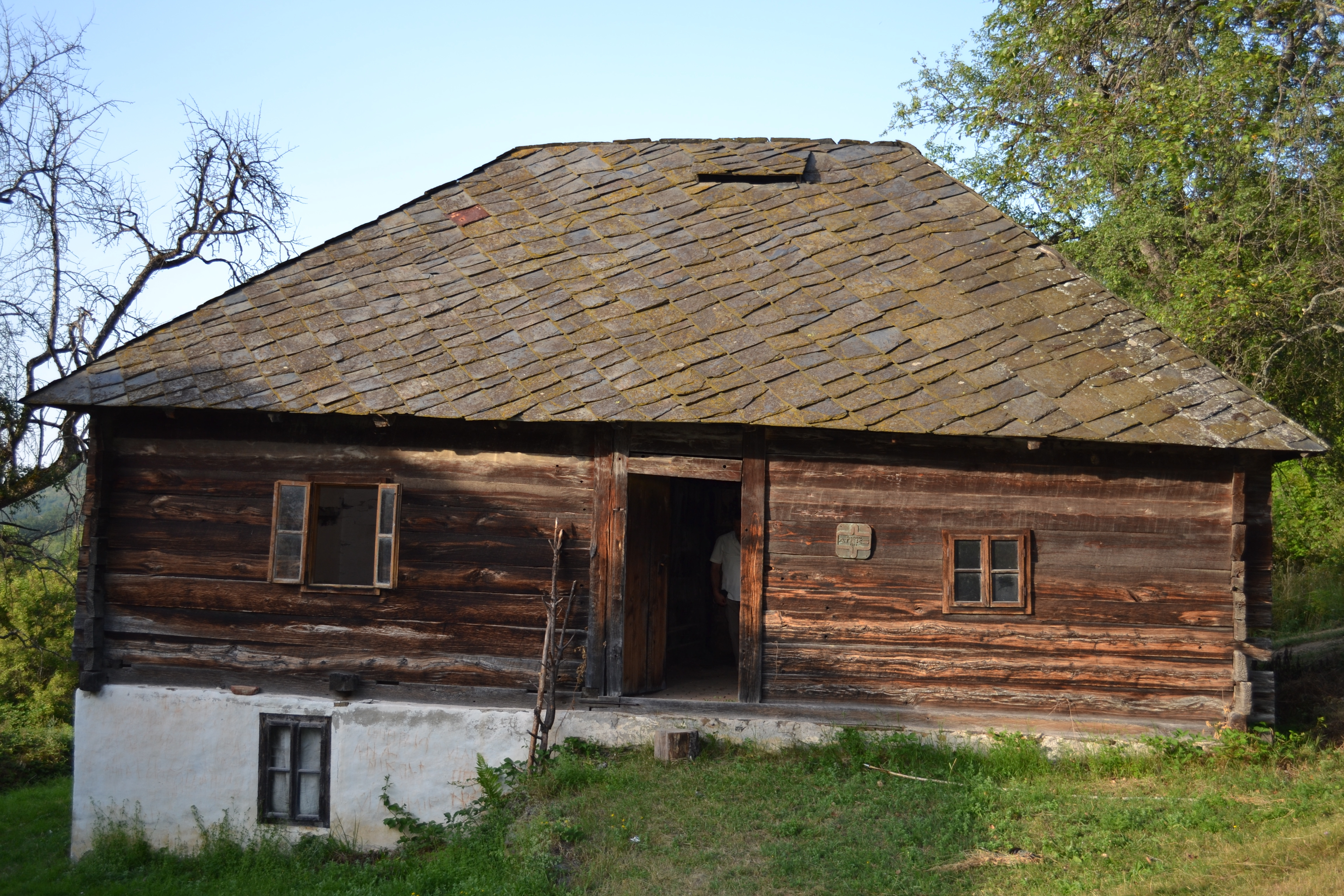
La vieille école de Milandža, construite en 1833 par Joanikije.

Nikifor siégeait à Čačak mais, en 1854, il a déplacé le siège de l'éparchie d'Užice à Karanovac (aujourd'hui Kraljevo). Il a œuvré pour sauver le monastère de Žiča, qui avait été détruit par les Turcs ; il a restauré ce monastère en 1855-1856. années, notamment en rénovant son église grâce à ses propres deniers ; jusqu'en 1863, il a reconstruit les anciens konaks monastiques.
Il a construit deux églises, l'une à Milandža, en 1853, en mémoire de ses parents, et l'autre à Preradovac sur les terres du monastère de Kalenić. Avec son élection comme évêque d'Užice, le district de Kruševac a été séparé du district de Belgrade et rattaché à l'éparchie d'Užice. C'est pourquoi Joanikije signait en tant qu'« évêque d'Užice-Kruševac ». Il a découvert les propriétés curatives des eaux de Vrnjacka Banja et a commencé à être traité dans la ville.
On lui attribue la construction de la première école à Milandža, dans la région d'Ivanjica en 1833 ; l'école a fonctionné jusqu'en 1953, date à laquelle elle a été fermée par manque d'élèves.
Joanikije a été élu membre honoraire de la Société de littérature serbe le 12 janvier 1858 et membre honoraire de la Société savante serbe le 29 juillet 1864.  Il a recueilli ses Sermons, publiés en 1868 à Belgrade, ainsi que ses Notes du peuple. Dans le calendrier Takovac de 1867, son autobiographie et d'autres contributions liées à sa vie et à son œuvre ont été publiées.
Joanikije est mort le 20 février 1873 à Kraljevo et a été inhumé le 22 février au monastère de Žiča.